# 중화민국 육군
중화민국 육군(중국어: 中華民國陸軍, 영어: Republic of China Army, ROC Army, ROCA)은 중화민국 국군의 육군이다. 주요 전력으로 3개 군단, 4개 방위지휘부, 7개 지구지휘부, 3개 기계화보병, 4개 기갑여단, 3개 포병지휘부, 2개의 항공여단, 1개의 특수전지휘부 등, 약 13만명의 병력을 거느리고 있다.

## 계층구조

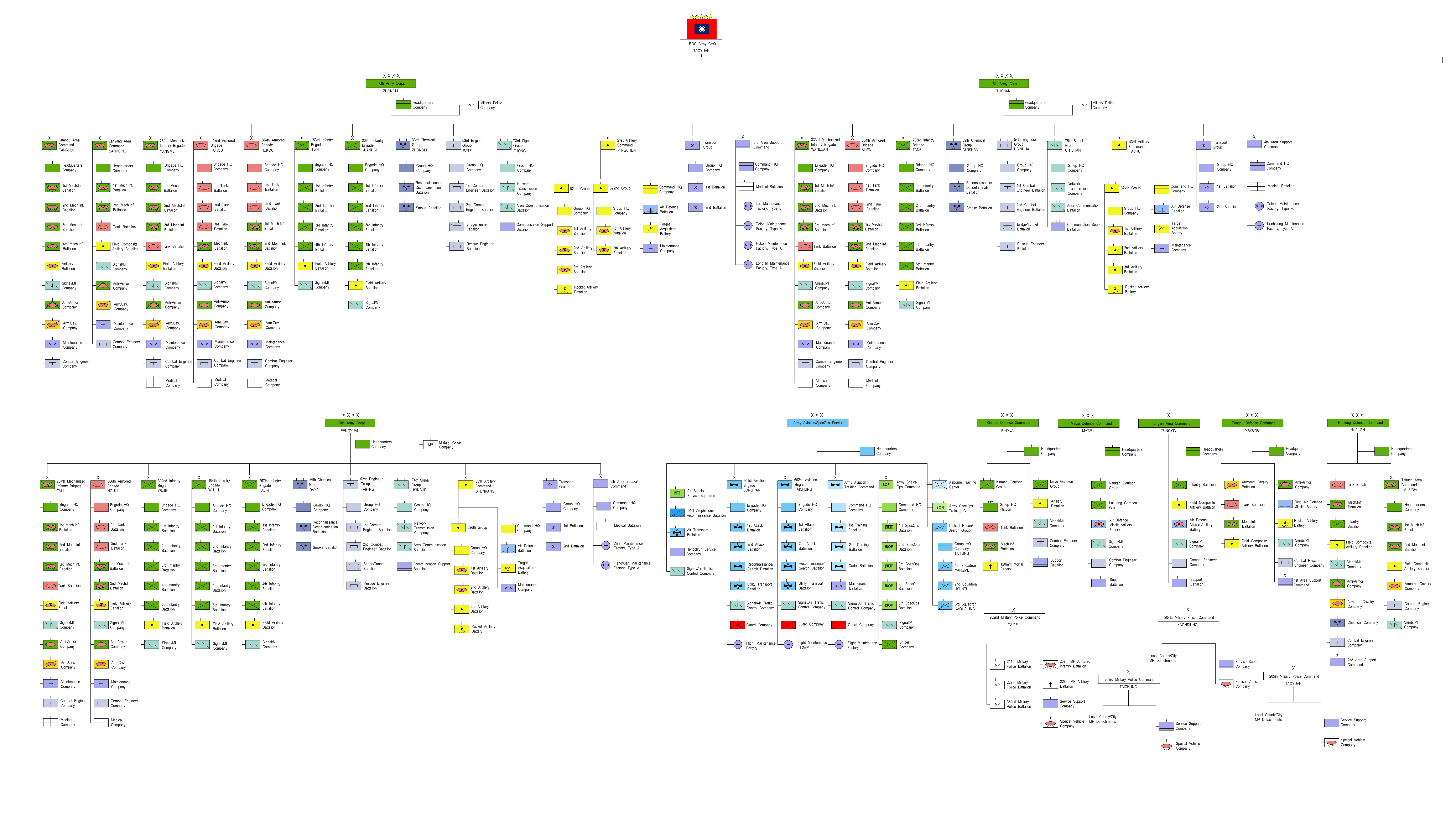
중화민국 육군의 2016년도 조직편성표(TOE)

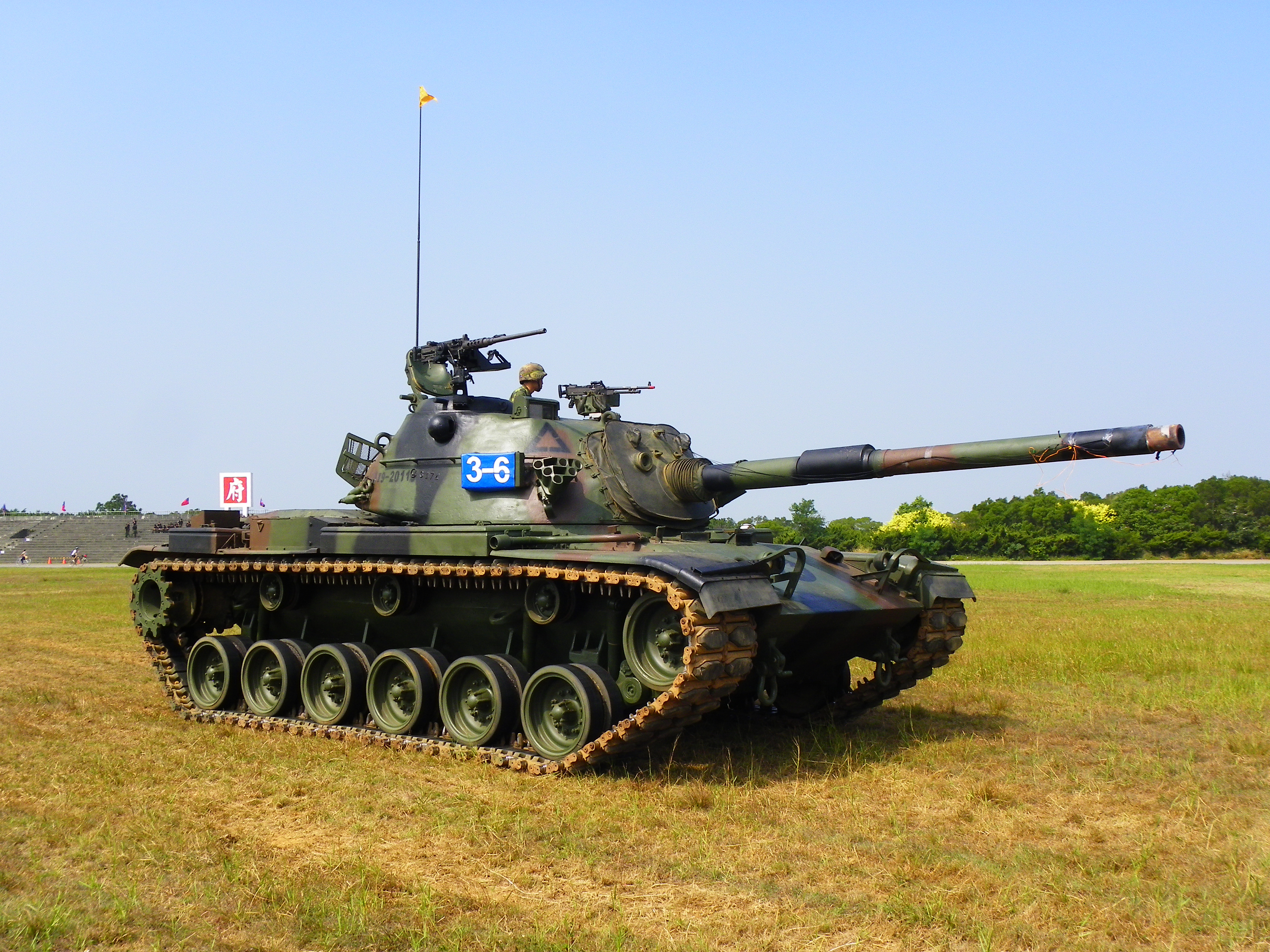
후커우 육군 기지의 CM-11

- 본부: 중화민국 국방부 육군사령부(中華民國國防部陸軍司令部))-大漢部隊(대한부대)

- 항공특전지휘부(航空特戰指揮部)-武漢部隊(무한부대)
  - 제601항공여단(第六〇一航空旅)-龍城部隊(용성부대)
  - 제602항공여단(第六〇二航空旅)-龍翔部隊(용상부대)
  - 특전지휘부(特戰指揮部)
- 제6군단지휘부(第六軍團指揮部)-前鋒部隊(전봉부대): 타이완 북부
  - 제21포병지휘부(第二一砲兵指揮部)-金鷹部隊(금응부대)
  - 제53공병군(第五三工兵群)
  - 제33화생방군(第三三化學兵群)
  - 제74정보통신군(第七四資電群)
  - 관두지구지휘부(關渡地區指揮部)-虎嘯部隊(호소부대)
  - 란양지구지휘부(蘭陽地區指揮部)-黃龍部隊(황용부대)
  - 제269기계화보병여단(第二六九機械化步兵旅)-雄獅部隊(웅사부대)
  -  제542기갑여단(第五四二裝甲旅)-迅雷部隊(신뢰부대)
  -  제584기갑여단(第五八四裝甲旅)-登步部隊(등보부대)
  - 제153보병여단(第一五三步兵旅)-翔龍部隊(상용부대)
  - 제206보병여단(第二〇六步兵旅)-威武部隊(위무부대)
- 제8군단지휘부(第八軍團指揮部)-干城部隊(간성부대): 타이완 남부
  - 제43포병지휘부(第43砲兵指揮部)-天雷部隊(천뢰부대)
  - 제54공병군(第五四工兵群)
  - 제39화생방군(第蔘九化學兵群)
  - 제75정보통신군(第七五資電群)
  - 제333기계화보병여단(第三三三機械化步兵旅)-埔光部隊(포광부대)
  -  제564기갑여단(第五六四裝甲旅)-少康部隊(소강부대)
  - 제203보병여단(第二〇三步兵旅)-實踐部隊(실천부대)
- 제10군단지휘부(第十軍團指揮部)-崑崙部隊(곤륜부대): 타이완 중부
  - 제58포병지휘부(第五八砲兵指揮部)-虎鋒部隊(호봉부대)
  - 제52공병군(第五二工兵群)
- 제36화생방군(第三六化學兵群)
  - 제74정보통신군(第七四資電群)
  - 제234기계화보병여단(第二三四機械化步兵旅)-長城部隊(장성부대)}}
  -  제586기갑여단(第五八六裝甲旅)-鍾山部隊(종산부대)
  - 제104보병여단(第一〇四步兵旅)-常山部隊(상산부대)
  - 제302보병여단(第三〇二步兵旅)-虎威部隊(호위부대)
  - 제257보병여단(第二五七步兵旅)-軍魂部隊(군혼부대)
- 화동 방위지휘부(花東防衛指揮部)-正義部隊(정의부대): 타이완 동부
  - 타이둥 지구지휘부(台東地區指揮部)-鎮東部隊(진둥부대)
- 진먼 방위지휘부(金門防衛指揮部)-太武部隊(태무부대)
- 펑후 방위지휘부(澎湖防衛指揮部)-鎮疆部隊(진강부대)
- 마쭈 방위지휘부(馬祖防衛指揮部)-雲臺部隊(운대부대)
- 둥인 방위지휘부(東引防衛指揮部)-忠義部隊(충의부대)
- 병참지휘부(後勤指揮部)
  - 육군군수훈련센터(陸軍後勤訓練中心)
- 교육훈련 및 준칙발전지휘부(敎育訓練基準則發展指揮部)-武略部隊(무략부대)
  - 육군부대훈련북구통합평가센터(陸軍部隊訓練北區聯合測考中心)
  - 육군부대훈련남구통합평가센터(陸軍部隊訓練南區聯合測考中心)
  - 육군포병부대평가센터(陸軍砲兵部隊測考中心)
  - 육군통신병부대평가센터(陸軍通信兵部隊測考中心)
  - 육군보병훈련지휘부(陸軍步兵訓練指揮部)
  - 육군기갑병훈련지휘부(陸軍裝甲兵訓練指揮部)
  - 육군포병훈련지휘부(陸軍砲兵訓練指揮部)
  - 육군화생방핵훈련센터(陸軍化生放核訓練中心)
  - 육군공병훈련센터(陸軍工兵訓練中心)
  - 육군정보전자통신훈련센터(陸軍通信電子資訊訓練中心)

## 계급장
|        | 장성급(장군)      | 장성급(장군)       | 장성급(장군)       | 장성급(장군)       | 영관급    | 영관급    | 영관급    | 위관급      | 위관급      | 위관급      |
| 계급   | 상급대장 一級上將 | 대장 二級上將      | 중장 中將          | 소장 少將          | 대령 上校 | 중령 中校 | 소령 少校 | 대위 上尉   | 중위 中尉   | 소위 少尉   |
| ------ | ----------------- | ------------------ | ------------------ | ------------------ | --------- | --------- | --------- | ----------- | ----------- | ----------- |
| 계급장 |                   |                    |                    |                    |           |           |           |             |             |             |
|        |                   |                    |                    |                    |           |           |           |             |             |             |
|        | 사관후보생        | 부사관             | 부사관             | 부사관             | 부사관    | 부사관    | 부사관    | 병          | 병          | 병          |
| 계급   | 사관생도 軍校生   | 1등원사 一等士官長 | 2등원사 二等士官長 | 3등원사 三等士官長 | 상사 上士 | 중사 中士 | 하사 下士 | 상병 上等兵 | 일병 一等兵 | 이병 二等兵 |
| 계급장 | (없다)            |                    |                    |                    |           |           |           |             |             |             |

## 같이 보기
- 중화민국 공군
- 중화민국 해군